# Oskar Werner

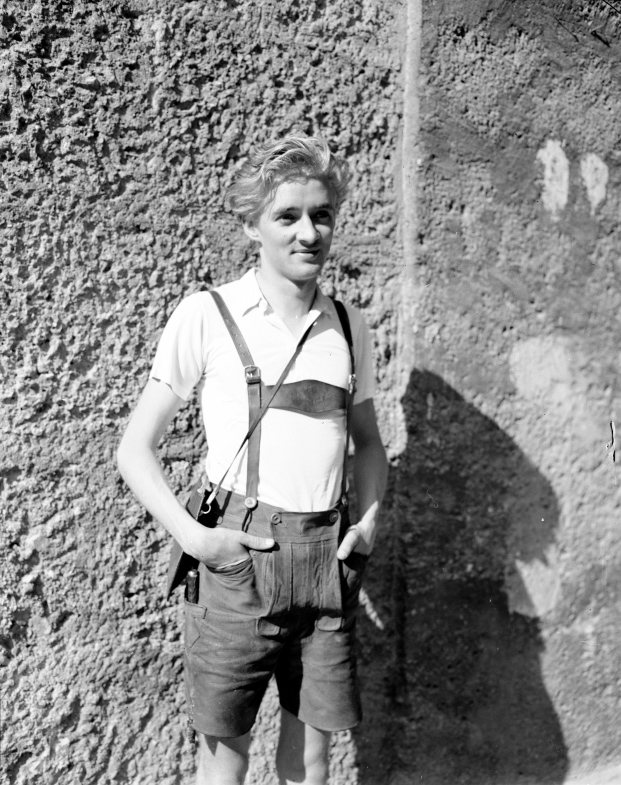
Oskar Werner em 1947

Oskar Werner (nome de batismo: Oskar Josef Bschließmayer; Viena, 13 de novembro de 1922 — Marburg, 23 de outubro de 1984) foi um ator austríaco. Seus filmes mais famosos foram Uma Mulher para Dois, com Jeanne Moreau, que o transformou num astro internacional e Fahrenheit 451, com Julie Christie, ambos dirigidos por François Truffaut.
Em 1965 foi premiado com o Globo de Ouro de melhor ator coadjuvante, em O Espião Que Veio do Frio, filme de espionagem baseado no best-seller de John Le Carré, com Richard Burton e dirigido por Martin Ritt.
Dedicando-se mais ao teatro nos anos 70 e 80, morreu na Alemanha, de ataque cardíaco, em 1984, aos 62 anos.

## Filmografia
- 1938 – Geld fällt vom Himmel
- 1939 – Hotel Sacher
- 1939 – Leinen aus Irland (não creditado)
- 1948 – Der Engel mit der Posaune
- 1949 – Eroica
- 1950 – The Angel with the Trumpet
- 1951 – Das gestohlene Jahr
- 1951 – Decision Before Dawn (br.: Decisão antes do amanhecer)
- 1951 – Ein Lächeln im Sturm
- 1951 – Ruf aus dem Äther
- 1951 – The Wonder Kid
- 1955 – Der letzte Akt
- 1955 – Lola Montès (br.: Lola Montés)
- 1955 – Mozart
- 1955 – Spionage
- 1958 – Ein gewisser Judas (Telefilme)
- 1962 – Jules et Jim (br.: Uma mulher para dois) (como Oscar Werner)
- 1963 – Venusberg (voz)
- 1964 – Torquato Tasso
- 1965 – Ship of Fools (br.: A nau dos insensatos)
- 1965 – The Spy Who Came in from the Cold (br.: O espião que veio do frio)
- 1966 – Fahrenheit 451 (br.: Fahrenheit 451)
- 1968 – Interlude (br.: Interlúdio)
- 1968 – The Shoes of the Fisherman (br.: As sandálias do pescador)
- 1975 – Columbo: Playback (TV Episódio)
- 1976 – Voyage of the Damned (br.: A viagem dos condenados)